# Isaiah Pead
Isaiah D'Vaughn Pead (Columbus, 14 dicembre 1988) è un giocatore di football americano statunitense che gioca nel ruolo di running back per i Miami Dolphins della National Football League (NFL). Fu scelto nel corso del secondo giro (50º assoluto) del Draft NFL 2012 dai St. Louis Rams. Al college ha giocato a football a Cincinnati.

## Carriera professionistica

### St. Louis Rams
Il 27 aprile 2012, Pead fu scelto nel corso del secondo giro del Draft 2012 dai St. Louis Rams. Nella sua stagione da rookie disputò 15 partite, una come titolare, correndo 54 yard su 10 tentativi e commettendo due fumble, di cui uno perso.

### Miami Dolphins
Il 31 marzo 2016, Pead firmò con i Miami Dolphins.

## Statistiche
| Partite totali      | 27 |
| Partite da titolare | 1  |
| Yard corse          | 78 |
| Touchdown su corsa  | 0  |

Statistiche aggiornate alla stagione 2015